# Дрю Струзан
Дрю Струзан (англ. Drew Struzan) (нар. 14 травня 1947 року, Орегон, штат Орегон, США) — відомий американський художник, автор багатьох обкладинок музичних альбомів, книжкових обкладинок, обкладинок коміксів, кіно-рекламних постерів і плакатів. Автор постерів до більш як 150 картин, включаючи «Зоряні війни», «Індіана Джонс», «Рембо», «Назад у майбутнє».

## Біографія

### Ранній період
Дрю Струзан народився 14 травня 1947 року в Орегоні, штат Орегон. У 1965 році у віці 18 років поступив в Центральний мистецький коледж дизайну в Західному Лос-Анджелесі в Каліфорнії. Вчитель Струзана порадив молодому художнику звернути увагу, з одного боку, на витончені мистецтва, з другого — на ремесло ілюстрування, зазначивши, що в першому випадку він зможе малювати, що йому захочеться, а в другому — заробляти гроші. Струзан вирішив стати ілюстратором. Незабаром він одружився і став батьком. На початку кар'єри Струзан продавав свої роботи і виконував невеликі замовлення. В 1970 році він закінчив коледж із ступенем бакалавра мистецтв. А через деякий час він отримав посаду викладача в цьому ж коледжі.
Про свою кар'єру Струзан розповідає: «Я був бідний і вічно голодний. Робота ілюстратора давала гроші на хліб, це було простіше, ніж робота з галереями. В дитинстві у мене нічого не було. Я малював на туалетному папері — єдиному папері, який був під рукою. Це все, що у мене було в минулому. Ймовірно, саме тому я люблю малювати сьогодні.».

### 1970—1980

Дрю Струзан, Назад в майбутнє

Після закінчення коледжу Струзан залишився жити в Лос-Анджелесі, де агентство «Pacific Eye & Ear» забезпечило його роботою в студії дизайну. Там він почав створювати обкладинки для музичних альбомів під керівництвом Ерні Цефалу. У наступні п'ять років Струзан створив обкладинки для величезної кількості музикантів, включаючи «Tony Orlando and Dawn», «The Beach Boys», «Bee Gees», Роя Орбісона, «Black Sabbath», Гленна Міллера, «Iron Butterfly», «Bach», «Earth, Wind & Fire» і «Liberace». Також він створив обкладинку альбому «Welcome to My Nightmare» Еліса Купера, яку журнал «Rolling Stone» включив в список «Top 100 Album Covers Of All Time». Незважаючи на визнання, Струзан заробляв від $150 до $250 за обкладинку.
Разом з другом з кіно-індустрії, Струзан заснував маленьку компанію «Pencil Pushers», що проіснувала вісім років. До того часу Струзан освоїв техніку роботи з аерографом, що стала його візитною карткою. Перший постер до фільму Струзан написав у 1975 році, в основному працюючи над постерами фільмів категорії «Б» — «Імперія мурах», «Їжа богів» та ін. В 1977 році Джордж Лукас звернувся до художника Чарльза Уайта III, товариша Струзана, щоб той намалював постер для картини «Зоряні війни». Уайт, який не спеціалізувався на портретах, передав роботу Струзану. У підсумку, Струзан намалював портрети, а Уайт — космічні кораблі, роботів і Дарта Вейдера.
У 1970-і-1980-і роки працював над постерами таких фільмів, як «Той, хто біжить по лезу», «Поліцейська академія», «Назад у майбутнє», «Маппети», «Перша кров», «Ризикований бізнес», «Американський хвіст», «Бовдури» та ін. В цей час Струзан створював вже близько 10 постерів на рік. Продовжуючи роботу з Джорджем Лукасом, Струзан став автором логотипу компанії «Industrial Light & Magic», а також створив постери до фільмів «Зоряні війни» і «Індіана Джонс» — роботи Дрю використовувалися як головні рекламні матеріали картин. Згодом Струзан створив постери й обкладинки з нагоди випуску картин на відеоносіях, а також для повторного виходу в прокат, обкладинки різної супутньої продукції (книг, відео-ігор, афіш атракціонів та ін).

### 1990—2000

Дрю Струзан, Портрет принцеси Діани

У 1990-ті, коли розвиток комп'ютерних технологій змінило процес створення постерів, Струзан починає освоювати нові території, працюючи в індустрії коміксів, колекційного мистецтва та сувенірної продукції. Паралельно Струзан створює постери до картин «Гак», «Хеллбой» і «Гаррі Поттер і філософський камінь». Пише інші роботи, включаючи портрет принцеси Діани, арт до настільної гри «Clue» (видання 1996 року) і поштові марки. 
З 1995 по 1997 роки роботи Струзана виставлялися в Японії.
 У 1999 році відбулася виставка «Drew: Art Of The Cinema» в музеї Нормана Роквелла у Стокбриджі, штат Массачусетс Працюючи над першим епізодом «Зоряних воєн» Джордж Лукас встановив жорсткі умови, згідно з якими роботи Струзана стануть єдиними, які беруть участь у рекламній кампанії картини за кордоном, а самі роботи не можуть бути змінені ні в якому вигляді. 
 Закінчивши тривалу роботу над постерами до картини «Індіана Джонс і Королівство кришталевого черепа», 3 вересня 2008 року Струзан оголосив про те, що закінчує свою кар'єру.
У 2009 разом з Джимом Сандерсом зі студії «Reel Ideas» попрацював над DVD-релізом про створення постеру до фільму «Хеллбой: Герой з пекла», демонструючи кожен етап створення постера. Зйомки проходили в студії Струзана. У лютому 2009 відбулася виставка «Drew Struzan: An artist's Vision» в Нулеус-Галері в Алгамбре, штату Каліфорнія — там були виставлені вибрані роботи художника за останні 10 років. У вересні 2009 роботи Струзана з нагоди 50-річного ювілею ляльки «Барбі» були опубліковані в журналі «Kurv». У 2010 році режисер Ерік Шаркі зняв документальний фільм «Drew: The Man Behind The Poster», розповідає про життя і творчість Струзана. Фільм також містив інтерв'ю з діячами кіно і зірками фільмів, до яких Струзан створював постери. У зйомках взяли участь Гаррісон Форд, Джордж Лукас, Майкл Джей Фокс, Гільєрмо дель Торо, Стівен Спілберг і Томас Джейн. Музику до фільму написав володар кількох премій, композитор Райан Шор.

## Особисте життя
У Струзана є дружина Ділан і син на ім'я Крістіан. Дрю працює в майстерні свого будинку в Каліфорнії

## Проекти

### Музичні альбоми
- Baron Con Tollbooth & The Chrome Nun (альбом «Jefferson Airplane»)
- Blam! (альбом «The Brothers Johnson»)
- Fantasy (альбом «Carole King»)
- Greatest Hits (альбом «Alice Cooper»)
- I-Empire (альбом «Angels & Airwaves»)
- In Memoriam (альбом «Modern Jazz Quartet»)
- Main Course (альбом «Bee Gees»)
- Memphis (альбом «Roy Orbison»)
- One More River To Cross (альбом «Canned Heat»)
- Phoenix (альбом «Grand Funk Railroad»)
- Pickin' Up The Pieces (альбом «Poco»)
- Rough Riders (альбом «Lakeside»)
- Sabbath Bloody Sabbath (альбом «Black Sabbath»)
- Scorching Beauty (альбом «Iron Butterfly»)
- Shape Of Things To Come (альбом «Max Frost & The Troopers»)
- Shot Of Love (групи «Lakeside»)
- Welcome To My Nightmare (альбом «Alice Cooper»)

### Постери до фільмів
| - Індіана Джонс: У пошуках втраченого ковчега - Індіана Джонс і Храм Долі - Індіана Джонс і останній хрестовий похід - Індіана Джонс і королівство кришталевого черепа - Зоряні війни - Рембо: Перша кров - Гаррі Поттер і Філософський камінь - Гаррі Поттер і Таємна кімната - Назад у майбутнє - Флінтстоуни - Імла - Острів Головорізів - Качині історії: Заповітна лампа - Бовдури - Зелена миля - Гаррі і Хендерсони - Втеча з Шоушенка - Секретні матеріали: Боротьба за майбутнє | - Фокус-покус - Хеллбой (фільм) - Інопланетянин - Гак - Поліцейська академія - Сахара (1983) - Сахара (2005) - Ходячі мерці - Щось (1982) - Ми повернулися! Історія динозавра - Американський хвіст - Той, хто біжить по лезу - Перегони «Гарматне ядро» - Маппет - Поїздка в Америку - Ризикований бізнес - Ковбої проти прибульців («невикористаний») |

### Документальні фільми
- 2009: «Conceiving & Creating The Hellboy Movie Poster Art»
- 2011: «Drew: The Man Behind The Poster»

### Публікації
- 1999: «The Art Of Drew Struzan: Star Wars Portfolio» (ISBN 0-9672928-0-8)
- 2004: «The Movie Posters Of Drew Struzan» (ISBN 0-7624-2083-9)
- 2011: «Drew Struzan: Oeuvre» (ISBN 0-9732786-7-6)

### Гри
- Star Wars: Shadows Of The Empire
- Indiana Jones & The emperor's Tomb

## Нагороди
- 2002 рік: Премія «Сатурн» в номінації «Life Career Award»
- 2010 рік: Премія «Inkpot Award» в номінації «Outstanding Achievement In Illustration»
- 2014 — Премія Сола Басса — В Галузі Мистецтва[15]
- 2015 — Премія коледжу Арт-Центр дизайну — премія за досягнення випускників на протягі життя[16]